# Comuna Ceaikîne, Novhorod-Siverskîi
Ceaikîne (în ucraineană Чайкине) este o comună în raionul Novhorod-Siverskîi, regiunea Cernihiv, Ucraina, formată din satele Arșukî, Ceaikîne (reședința), Iasne, Karabanî și Poliușkîne.

## Demografie
Componența lingvistică a comunei Ceaikîne
     Ucraineană (52,87%)
     Rusă (47,13%)
Conform recensământului din 2001, majoritatea populației comunei Ceaikîne era vorbitoare de ucraineană (52,87%), existând în minoritate și vorbitori de rusă (47,13%).